# Land Rover 101
Land Rover 101 — британський армійський вантажний автомобіль з колісною формулою 4х4. 

## Історія
В середині 1960-х років британській армії знадобився невеликий вантажний автомобіль для буксування легкої гармати L118. З 1967 року розробкою займалась група інженерів компанії Land Rover під проводом Нормана Басбі. 
Результатом стала вантажівка  101FC (Forward Control). Її серійне виробництво проходило з 1972 до 1978. Машини виготовлялись як з правим, так і лівим рулем (на експорт).  

## Модифікації
- пересувна радіостанція.
- машина РЕБ. Виготовлено 21.
- санітарна машИна.

## Експлуатанти
- Велікобрітанія
- Австралія. Закуплено близько 100 од[1].